# ألين مور
ألين مور (بالإنجليزية: Allen Moore)‏ هو لاعب كرة قدم أمريكية أمريكي، ولد في 12 مارس 1909 في بوركبورنت في الولايات المتحدة، وتوفي في 21 سبتمبر 1968.

## وصلات خارجية
- ألين مور على موقع مرجع كرة القدم المحترفة.كوم (الإنجليزية)